# 샤를로트 아이세
샤를로트 엘리자베트 아이샤(Charlotte-Élisabeth Aïcha)는 프랑스의 서한문 작가로, 1693년경 체르케스에서 태어나 1698년 9월 19일 리옹의 에네 소교구에서 세례를 받고 1733년 3월 13일 파리에서 사망하였다. 아이세 부인(Mlle Aïssé)이라는 이름으로 불리며, 특히 서한집 <아이세양이 C부인에게 보내는 편지들Lettres de Mademoiselle Aïssé à Madame C***.>로 유명하다. 역사학자 클레르 엘리안 앙젤은 이 편지들이 사후에 출판되기 전 제 3자가 수정했을 것이라는 가설을 세웠다.

## 생애
아이세 부인은 체르케스 족장의 딸이라고 전해진다. 체르케스의 궁전은 튀르크인들에 의해 공격받고 약탈당했다. 아이세 부인은 4살 무렵 노예상인으로부터 콘스탄티노플에 주재하던 프랑스 대사관 샤를 드 페리올 백작에게 팔렸다. 페리올 백작은 아주 어릴 때 그녀를 파리로 데려갔으며, 그곳에서 그녀는 백작의 처제, 마리 앙젤리크 드 탕생에게 두 아들, 앙투안 드 페리올 드 퐁드베일(1697-1774)와 샤를 오귀스탱 드 페리올 다르장탈(1700-1788)과 함께 키워진다.